# Benjamin Roll
Benjamin Roll (* 23. května 1995 Praha) je evangelický kazatel a politický aktivista. V lednu 2018 se stal spoluzakladatelem, místopředsedou a mluvčím spolku Milion chvilek, pořadatele kampaně Milion chvilek pro demokracii. Na iniciativě spolupracoval s Mikulášem Minářem už od roku 2017. V září 2020 se pak stal předsedou spolku po odstoupení Mikuláše Mináře, funkci zastával do prosince 2021.

## Život a činnost
Po maturitě na Gymnáziu Na Pražačce v roce 2014 začal studovat evangelickou teologii na Evangelické teologické fakultě Univerzity Karlovy, kde několik let působil také ve studentské komoře fakultního akademického senátu.
V roce 2018 úspěšně obhájil bakalářskou práci s názvem Kdo tedy může být spasen? – Tři vstřícné přístupy k soteriologickému universalismu (Barth, Tillich, Rahner). Magisterské studium ukončil v září 2022 obhájením diplomové práce s názvem Res publica - res christiana? Biblická motivace a českobratrská perspektiva křesťanské politické angažovanosti.
Náboženským vyznáním je evangelický křesťan. Od roku 2017 do roku 2019 byl předsedou Poradního odboru mládeže pražského seniorátu Českobratrské církve evangelické. Mimo jiné v roce 2018 vystoupil na podporu institutu stejnopohlavního manželství a stal se signatářem podpůrné výzvy organizace Logos. Ve spolupráci s další studentkou teologické fakulty Magdalenou Horákovou vymyslel společenskou hru Christivity, jejíž inspirací se stala jiná hra, a sice Activity.
Byl spoluorganizátorem veřejných protestních akcí, např. demonstrace „Je to na nás!“ na Letenské pláni 23. června 2019. V prosinci 2021 post předsedy spolku Milion chvilek opustil, jelikož se chtěl dále věnovat studiu teologie a profesi faráře. Zůstal však řadovým členem spolku, který nově povede tříčlenný výbor.
Od října 2022 působil jako vikář Českobratrské církve evangelické v pražském sboru u Klimenta. Od listopadu 2023 pak začal působit jako farář v Litoměřicích.